# Chiusdino
Chiusdino é uma comuna italiana da região da Toscana, província de Siena, com cerca de 1.923 habitantes. Estende-se por uma área de 141 km², tendo uma densidade populacional de 14 hab/km². Faz fronteira com Casole d'Elsa, Monticiano, Montieri (GR), Radicondoli, Roccastrada (GR), Sovicille.
Em Chiusdino encontra-se a Abadia de San Galgano que hoje encontra-se em ruínas.

## Demografia
| Variação demográfica do município entre 1861 e 2011                               |
|                                                                                   |
| Fonte: Istituto Nazionale di Statistica (ISTAT) - Elaboração gráfica da Wikipedia |